# Dienstgebäude der ehemaligen Wasserstraßendirektion Kurmark

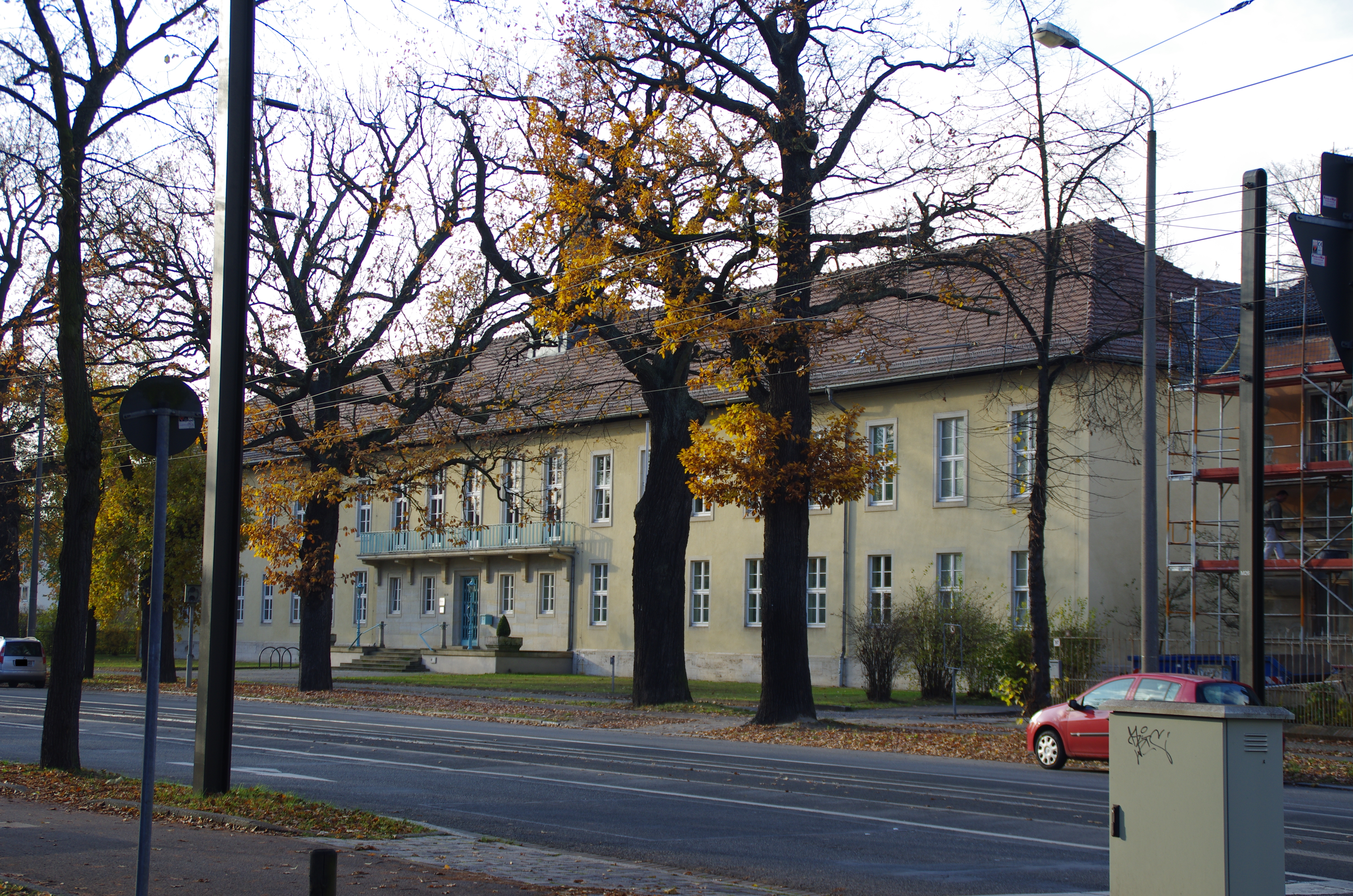
Dienstgebäude der ehemaligen Wasserstraßendirektion Kurmark

Das Dienstgebäude der ehemaligen Wasserstraßendirektion Kurmark ist ein denkmalgeschützter Verwaltungsbau in der Berliner Vorstadt von Potsdam, Berliner Straße 98–101.

## Baugeschichte und Nutzung
Im Zuge der Umgestaltung der Reichshauptstadt durch Albert Speer wurde die Wasserstraßendirektion Kurmark (1935–1939 Wasserbaudirektion Kurmark) von Berlin nach Potsdam verlegt. In der damaligen Neue Königstraße 74–77 entstand zwischen 1938 und 1940 ein Verwaltungsgebäude mit zwei Seitenflügeln und einem Querriegel nach dem Entwurf des Architekten Werner March. Die fast 70 Meter lange Fassade an der Berliner Straße ist 21-achsig. Ein über fünf Fensterachsen laufender Balkon, schlusssteinähnliche Schmuckelemente auf den Faschen und ein Dachreiter mit Uhr betonen die Mittelachse. Eine vorgelagerte Freitreppe führt zum Haupteingang und in die mit Solnhofener Fliesen ausgekleidete Eingangshalle. Der zweigeschossige Vierflügelbau umschließt einen begrünten Innenhof, den March mit Georg Potente gärtnerisch gestaltet hatte.
Nach dem Zweiten Weltkrieg nutzten die sowjetischen Streitkräfte das Dienstgebäude. Zwischen 1950 und 1953 wurde der Vierflügelbau um einen H-förmigen Anbau und 1955 um einen Querriegel erweitert, sodass zwei weitere Innenhöfe entstanden. Ab 1955/56 beherbergte der Gebäudekomplex das Deutsche Zentralarchiv der DDR, ab 1973 Zentrales Staatsarchiv der DDR sowie die zum Ministerium des Innern gehörende Staatliche Archivverwaltung und von 1990 bis zum Umzug nach Berlin-Lichterfelde 1996 das Bundesarchiv, Abteilung Potsdam. 1993 zog das Bundesvermögensamt, seit 2005 Bundesanstalt für Immobilienaufgaben, Direktion Potsdam, in die Räumlichkeiten. Außerdem ist seit 1998 das Hauptzollamt Potsdam (Tizianstraße 13) in dem Komplex untergebracht.
Neben dem ehemaligen Präsidialgebäude des DRK in der Babelsberger August-Bebel-Straße 89 ist die ehemalige Wasserstraßendirektion der einzige Verwaltungsbau in Potsdam, der in der Zeit des Nationalsozialismus errichtet wurde.